# Narcissus pseudonarcissus subsp. leonensis
Narcissus pseudonarcissus subsp. leonensis és una subespècie de planta bulbosa que pertany a la família de les amaril·lidàcies. És originària del nord d'Espanya.

## Taxonomia
Narcissus pseudonarcissus subsp. leonensis va ser descrita per (Pugsley) Fern.Casas i Laínz i publicat a Fontqueria 6: 50, l'any 1984.
Etimologia
Narcissus nom genèric que fa referència del jove narcisista de la mitologia grega Νάρκισσος (Narkissos) fill del déu riu Cefís i de la nimfa Liríope; que es distingia per la seva bellesa.
El nom deriva de la paraula grega: ναρκὰο, narkào (= narcòtic) i es refereix a l'olor penetrant i embriagant de les flors d'algunes espècies (alguns sostenen que la paraula deriva de la paraula persa نرگس i que es pronuncia Nargis, que indica que aquesta planta és embriagadora).
pseudonarcissus: epítet llatí que significa "fals narcís".
leonensis: epítet geogràfic que al·ludeix a la seva localització a la Província de Lleó.
Sinonímia
- Narcissus leonensis Pugsley, J. Roy. Hort. Soc. 58: 75 (1933).
- Narcissus nobilis var. leonensis (Pugsley) A.Fern., Daffodil Tulip Year Book 33: 61 (1968).
- Narcissus pseudonarcissus var. leonensis (Pugsley) Fern.Suárez ExM.Laínz, Els meus Contrib. Conocim. Fl. Astúries: 77 (1982).
- Narcissus varduliensis Fern.Casas i Uribe-Ech., Estud. Inst. Alabès Naturalesa 3: 232 (1988).[3]